# Waterstof-4
Waterstof-4 of 4H (soms wel aangeduid als quadrium) is een instabiele radioactieve isotoop van waterstof. De kern bestaat uit een proton en 3 neutronen. De isotoop komt van nature niet op Aarde voor.

## Vorming
Waterstof-4 wordt in het laboratorium bereid door het bombarderen van tritium met deuteriumkernen. Bij dit experiment vangen tritiumkernen neutronen van deuteriumkernen.

## Radioactief verval
Waterstof-4 heeft een extreem korte halfwaardetijd, namelijk 1,39 × 10−22 seconde. Via neutronemissie vervalt het naar tritium:
{\displaystyle {\ce {^4_1H -> ^3_1H + ^1n}}}
Tritium vervalt nadien verder tot de stabiele isotoop helium-3:
{\displaystyle {\ce {{^{3}_{1}H}->{^{3}_{2}He}+{e^{-}}+{\bar {\nu }}_{e}}}}
1H · 2H · 3H · 4H · 5H · 6H · 7H